# Castaneda (Zwitserland)
Castaneda is een gemeente en plaats in het Zwitserse kanton Graubünden, en maakt deel uit van het district Moësa.
Castaneda telt 229 inwoners.